# ميثاميدوفوس
ميثاميدوفوس هي مواد كيماوية تستخدم في المحاصيل المزروعة مثل البطاطس، وبعض أنواع الأرز في أمريكا اللاتينية. لقد استخدمت العديد من الدول الميثاميدوفوس على المحاصيل، بما في ذلك الدول المتقدمة مثل إسبانيا والولايات المتحدة واليابان وأستراليا. وبسبب سميتها، يجري حالياً التخلص تدريجياً من استخدام المبيدات الحشرية التي تحتوي على الميثاميدوفوس في البرازيل. في عام 2009، تم إلغاء جميع الاستخدامات في الولايات المتحدة طواعية.

## السمية
الميثاميدوفوس مادة شديدة السمية، حيث تبلغ الجرعة القاتلة (LD50) للفئران 21 مجم/كجم للذكور و16 مجم/كجم للإناث، بينما تتراوح في الأرانب بين 10-30 مجم/كجم. كما أن LD50 عبر الجلد في الفئران يقدر بـ 50 مجم/كجم.
يتم امتصاص الميثاميدوفوس بسرعة في جسم الإنسان من خلال المعدة والرئتين والجلد، ويتم التخلص منه بشكل أساسي عبر البول. يُعرف الميثاميدوفوس بكونه مثبطًا قويًا لإنزيم الكولينستريز.
بالنسبة لمدة التحلل، فإن المادة تستغرق 6.1 يومًا لتتحلل في الرمل. وفي الماء، تعتمد مدة التحلل على درجة الحموضة؛ حيث تستغرق 309 أيام عند درجة حموضة 5.0، و27 يومًا عند درجة حموضة 7.0، و3 أيام فقط عند درجة حموضة 9.0. كما أن ضوء الشمس يُسرّع من عملية التحلل. ويتم امتصاص الميثاميدوفوس في النباتات من خلال الجذور والأوراق.
وفق تصنيف منظمة الصحة العالمية، يُدرج الميثاميدوفوس ضمن الفئة "1ب" شديدة الخطورة، في حين تُصنَّف المادة الكيميائية الأم، الأسيتات، ضمن الفئة "الثالثة" التي تعتبر خطيرة قليلاً.

## استخدامه
يتم استخدام الميثاميدوفوس بكميات كبيرة في حقول الأرز في الصين. تعتبر تربية الأسماك والأرز من الأنشطة الشائعة في الأجزاء الجنوبية من الصين وكذلك في العديد من البلدان الأخرى المنتجة للأرز (على سبيل المثال، تايلاند، وماليزيا، والفلبين). يحتوي الأرز البني (غير المصقول) في هذه الدراسة على ضعف تركيز الأرز المصقول. ولم تتمكن النباتات والحيوانات من تحلل المبيد بشكل جيد، وتحتوي الأسماك المخصصة للاستهلاك البشري في هذه الحالات على الميثاميدوفوس بتركيزات مماثلة تقريبًا للأرز البني.

## حوادث تسمم
تم العثور على الميثاميدوفوس في الزلابية ( الجيوزا ) المصنعة في الصين للسوق اليابانية بعد إصابة عدد من المستهلكين بالمرض.

## المراحع
1. ↑  مذكور في: نظام فهرسة المواضيع الطبية. مُعرِّف نظام فهرسة المواضيع الطبية (MeSH): C014655. الوصول: 15 مارس 2018. لغة العمل أو لغة الاسم: الإنجليزية. المُؤَلِّف: المكتبة الوطنية لعلم الطب.
2. ↑  مذكور في: قاعدة البيانات الكيمياء العامة. مُعرِّف مُركَّب في قاعدة البيانات الكيمياء العامة (PubChem CID): 4096. لغة العمل أو لغة الاسم: الإنجليزية. العنوان: methamidophos. الوصول: 6 أكتوبر 2016.
3. 1 2  مذكور في: قاعدة البيانات الكيمياء العامة. مُعرِّف مُركَّب في قاعدة البيانات الكيمياء العامة (PubChem CID): 4096. لغة العمل أو لغة الاسم: الإنجليزية. العنوان: methamidophos. الوصول: 19 نوفمبر 2016.
4. ↑  "methamidophos (Monitor) Page 1". مؤرشف من الأصل في 2000-03-03.
5. ↑  Did Your Shopping List Kill A Songbird? Bridget Stutchbury, New York Times March 30, 2008 نسخة محفوظة 2024-06-22 على موقع واي باك مشين.
6. ↑  "Federal Register / Vol. 74, No. 183 / Wednesday, September 23, 2009 / Notices" (PDF). US EPA. 23 سبتمبر 2009. اطلع عليه بتاريخ 2018-02-13.
7. 1 2  "Rotterdam Convention Home Page" (PDF).
8. 1 2  "International Development Research Center". مؤرشف من الأصل في 2009-03-14. اطلع عليه بتاريخ 2022-07-18.
9. ↑  "Chinese factory insiders suspected of tampering with dumplings". Japan Today. مؤرشف من الأصل في 2024-06-21. اطلع عليه بتاريخ 2022-07-18.